# Lek (valuta)
Lek (Ls - Lek shqiptar) är den valuta som används i Albanien. Valutakoden är ALL. 1 Lek (pluralform lekë) = 100 qindarka (singularform qindarkë).
Valutan infördes 1926 och ersatte den tidigare valutan i det Osmanska riket som användes sedan 1912.

## Användning
Valutan ges ut av Banka e Shqipërisë – BeS som grundades 1925 efter tidigare start 1913. BeS ombildades 1992 och har huvudkontor i Tirana.